# کیوساوکیا
کیوساوکیا (به ایتالیایی: Chiusavecchia) یک کومونه در ایتالیا است که در استان ایمپریا واقع شده‌است.

## خصوصیات
کیوساوکیا ۳٫۳ کیلومترمربع مساحت و ۴۸۸ نفر جمعیت دارد.